# SAVAK
Pour les articles homonymes, voir Savac.
La SAVAK (persan : ساواک acronyme de سازمان اطلاعات و امنیت کشور Sāzmān-e Ettelā'āt va Amniyat-e Keshvar, Organisation pour le renseignement et la sécurité nationale) était le service de sécurité intérieure et le service de renseignement de l'Iran entre 1957 et 1979, sous le règne de Mohammad Reza Pahlavi. Dissous à la révolution islamique, il fut remplacé par le VEVAK, en 1984, renommé Vaja par la suite.

## Histoire
Le premier directeur de l'organisation est le général Teymour Bakhtiar, qui est remplacé par Hassan Pakravan en 1961 puis assassiné. Pakravan est remplacé en 1965 par le général Nematollah Nassiri, ancien camarade de promotion militaire du Shah, et le service fut réorganisé et devint de plus en plus « efficace » face à l'opposition islamique et communiste (Toudeh) de plus en plus remuante. Face à la mauvaise réputation de ses services secrets, le Shah congédie Nassiri en juin 1978 et le remplace par Nasser Moghaddam, qui restera en place jusqu'à la dissolution du service avec l'abolition de la monarchie en février 1979.

### Prélude
La première police politique en Iran fut mise en place par le Premier ministre Mohammad Mossadegh. Le 11 novembre 1952, Mossadegh informa le parlement iranien (Majlis) par lettre que l'Iran possédait depuis quelque temps une police politique nommée Amniat Edchtemai (Protection Sociale). L'Amniat Edchtemai devait principalement empêcher les troubles politiques et les grèves illégales. Mossadegh, dans sa lettre au Parlement, avance trois raisons pour la création de cette police politique :
1. La présomption d'innocence des opposants politiques arrêtés, qui peuvent être libérés sous caution, est une erreur dans la législation et doit cesser.
2. Les réformes fondamentales génèrent toujours une certaine opposition. Pour mener à bien ces réformes, les opposants doivent être éliminés.
3. Les opposants au gouvernement doivent être arrêtés par la force pour éviter de menacer la sécurité publique. Ils doivent être punis immédiatement pour éviter de nouveaux complots.

L'Amniat Edmtemai créa ses propres prisons, dans lesquelles des prisonniers étaient condamnés après un procès judiciaire. Les avocats, représentant légalement les accusés, n'étaient pas autorisés à y entrer.

### Fondation et direction
Jusqu'à la fondation de l'Edchtemai Amniat il n'y avait en Iran qu'une seule structure de renseignement militaire (G2), qui, d'après une idée d'experts du renseignement britanniques et américains, après le renversement de Mossadegh, devrait être complétée par un service de renseignement civil en Iran. Les services secrets de la Turquie, dans lesquels les services secrets nationaux et étrangers étaient unis sous une seule autorité, servirent de modèle pour la création de la SAVAK. La police politique de Mossadegh avait disparu à sa chute, et ce dernier avait rendue permanente l'application de la loi martiale en 1953. Selon le concept original, la SAVAK fut chargée de recueillir des informations et produire des rapports sur l'élaboration des politiques. La loi établissant le SAVAK fut adoptée par le Sénat le 20 janvier 1957 et par le Parlement le 20 mars 1957. Conformément à la loi, SAVAK devait « protéger les intérêts de l'État et empêcher tout complot contre l'intérêt public ». La mise en place des services secrets se fit principalement avec l'assistance de la CIA et du Mossad, ainsi qu'avec celle de divers autres services secrets occidentaux.
Le premier directeur du service fut le général Teymour Bakhtiar. Bakhtiar devint après le renversement de Mossadegh le commandant de la garde royale et le gouverneur militaire de Téhéran, applicateur de la loi martiale. En tant que gouverneur militaire, il réduisit presque à néant le parti communiste Toudeh de 1953 à 1957, date à laquelle les services secrets furent mis en place et la loi martiale abrogée. Il fut donc recommandé en tant que responsable de la nouvelle SAVAK. En tant que directeur de la SAVAK, Bakhtiar introduisit dans l'organisation de nombreux officiers qui lui étaient dévoués, lesquels n'avaient pas appris le travail de renseignement grâce à une formation explicite, mais plus par une « formation sur le tas ». Bientôt, sous la direction de Bakhtiar, le service de renseignement se développa pour former un état dans l'état, puis un instrument de pouvoir personnel de Teymour Bakhtiar. Au bout d'un moment, les agents de la SAVAK furent implantés partout en Iran et Teymour Bakhtiar devint une sorte de souverain secret du pays. En 1961, Teymour Bakhtiar fut renvoyé, le Shah le soupçonnant de préparer un coup d'état et, en 1962, il fut expulsé du pays. Le 11 août 1970, Bakhtiar mourut en Irak dans des circonstances mystérieuses. Il semble qu'il fut, comme Gérard de Villiers l'écrivit, victime d'une arme qu'il avait lui-même créée.
Le successeur de Bakhtiar fut son adjoint, Hassan Pakravan. Une de ses premières décisions fut d'interdire la torture pour tout type d'interrogatoire. En outre, Pakravan changea complètement la façon dont la SAVAK opérait. C'est en grande partie grâce à Pakravan que Rouhollah Khomeiny ne fut pas exécuté après son arrestation et sa condamnation à cause de son implication dans les violentes manifestations de juin 1963, mais libéré en 1964 de sa prison, puis, quand il refit parler de lui, envoyé en exil en Turquie, puis déporté en Irak. Le 22 janvier 1965, quelques jours avant l'anniversaire du lancement la révolution blanche, le programme de réforme de Mohammad Reza Chah, qui avait mené aux émeutes organisées par le clergé en 1963, le Premier ministre Hassan Ali Mansour fut victime d'un attentat commis par un membre des Fedayin-e Islam. Mansour décéda le 27 janvier 1965 des suites de l'attentat. Après l'assassinat du Premier ministre Mansour, il apparut clairement aux yeux du Shah qu'Hassan Pakravan avait trop libéralisé la SAVAK, ce qui avait sa responsabilité dans l'assassinat du premier ministre. Le général Nematollah Nassiri devint le nouveau chef de SAVAK. La relève de Pakravan, selon Villiers, "équivalait au remplacement d'un intellectuel éduqué par un homme à poigne bourru". Le général Nassiri fit ensuite de l'organisation, l'oppressante SAVAK crainte par tous, et décrite dans de nombreux rapports de l'opposition.
Le 13 juin 1978, après 13 ans à la tête de la SAVAK, le Shah remplaça Nassiri par Nasser Moghaddam. Nassiri était considéré pendant son mandat comme l'homme le plus violent d'Iran, réputé cruel et sadique. Au cours de la révolution islamique, il fut l'un des tout premiers membres de la SAVAK à être exécuté le 16 février 1979.

## Directeurs de la SAVAK
- Teymour Bakhtiar (1957-1961)
- Hassan Pakravan (1961-1965)
- Nematollah Nassiri (1965-1978)
- Nasser Moghaddam (1978-1979)

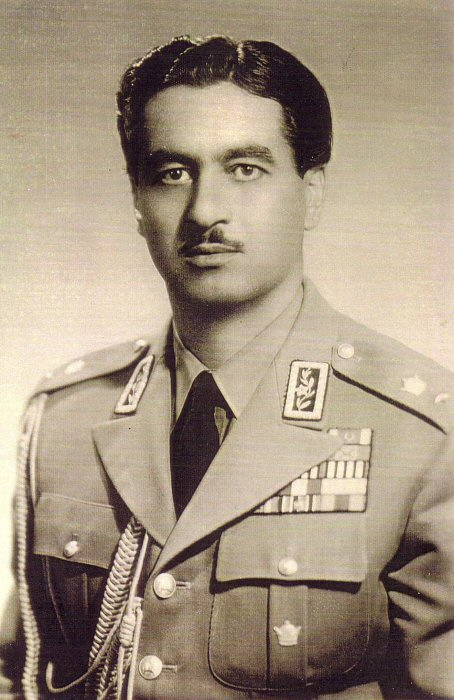
Teymour Bakhtiar
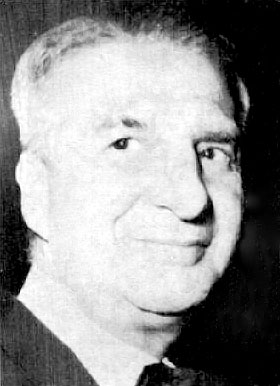
Hassan Pakravan
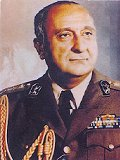
Nematollah Nassiri

## Fonctionnement
Officiellement, la SAVAK était sous les ordres directs du Premier ministre et possédait des liens étroits avec l'armée. En réalité, le Premier ministre ne recevait que des informations sélectionnées par le directeur ou le chah, et l'armée appréciait peu de collaborer avec le service de renseignement. Deux fois par semaine, le chah recevait le directeur de la SAVAK dans son bureau et écoutait son rapport.
La SAVAK avait virtuellement des pouvoirs illimités d'arrestation et de détention[réf. souhaitée]. Elle opérait dans ses propres centres de détention, comme la célèbre prison d'Evin.
La plupart des membres de la SAVAK relevaient du troisième bureau, concernant le renseignement intérieur. Ce bureau était chargé du suivi de l'opposition et en particulier des mouvements communistes, et façonna l'image de la SAVAK, intérieurement et à l'étranger, en particulier dans les dernières années de son existence, alors que le chef du troisième bureau, Parviz Sabeti, était devenu l'homme le plus puissant de l'institution. De par cette mauvaise image, les succès des services d'espionnage étranger, comme le démasquage du général Ahmad Mogharebi à la solde de l'Union soviétique, furent complètement oubliés.

### Surveillance
Les membres de la SAVAK infiltrèrent presque tous les groupes d'opposition en Iran, du Front National co-fondé par Mossadegh au parti communiste Toudeh, des moudjahiddines du peuple iranien marxistes aux Fedayin de l'Islam, proches des membres du clergé chiite liés à l'ayatollah Rouhollah Khomeini. Les groupes plus petits, tels que l'Union des communistes iraniens (Sarbedaran) maoïste ou des groupes plus importants, tels que les groupes terroristes commis par la lutte armée de l'Organisation des guérilla des fedayins du peuple iranien, la guérilla fedayin du peuple iranien ou l'Organisation des fedayins du peuple iranien étaient constamment surveillés. Des milliers de personnes membres de ces groupes, en particulier les critiques de régime politisés à gauche, islamiques ou marxistes-islamiques, furent arrêtés, interrogés, et généralement torturés lorsqu'ils se trouvaient impliqués dans des activités terroristes. En 1977, Amnesty International a estimé que le nombre de personnes détenues pour des raisons politiques en Iran était de plusieurs milliers. D'autres sources de l'opposition ont parlé de 25 000 à 100 000 prisonniers politiques. Toutefois, ce nombre n'a jamais été confirmé par des organisations indépendantes.

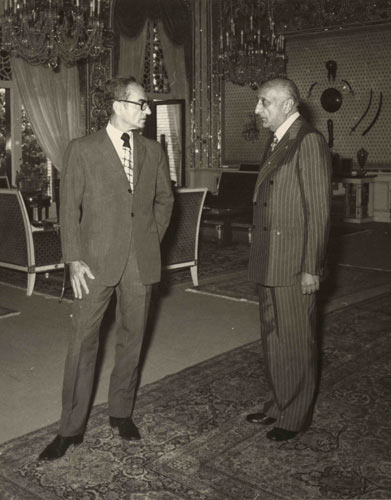
Mohammad Reza Chah Pahlavi et Nematollah Nassiri au palais Sahebqaraniyeh, à Niavaran.

En plus de ses activités domestiques, le service se chargeait de la surveillance des iraniens à l'étranger (tels les étudiants boursiers à l'étranger, particulièrement en France, aux États-Unis et au Royaume-Uni)[réf. souhaitée].

### Processus de jugement
Les procès relevaient des tribunaux militaires lorsque, selon le paragraphe sur la trahison de 1931, les preuves d'espionnage ou les aveux obtenus sous la torture étaient établis comme preuves irréfutables. L'accusé n'avait pas droit à un avocat commis d'office. La défense de l'accusé relevait de la responsabilité de l'armée. Le chah pouvait accepter d'intercéder par une demande en appel - droit de grâce - en 6 jours. Si l'appel était rejeté, la peine de mort était appliquée dans les 48 heures par fusillade.
Un clip vidéo de l'écrivain accusé Khosrow Golsorkhi (en), activiste communiste notoire parfois dépeint comme le « Che Guevara iranien », présenté sur la télévision d'État, montre une partie du procès. Khosrow Golsorkhi fut accusé d'être impliqué dans la planification d'une tentative d'enlèvement et de séquestration du Prince héritier (et peut-être aussi du Shah et de la Reine), en tant que membre des Moudjahiddines du peuple.

### Censure
En plus du suivi direct de l'opposition politique du Shah, la SAVAK était également responsable de la censure des médias et de la littérature. La loi sur la presse du 30 juillet 1955 fut conçue de telle sorte que les déclarations critiques contre la religion et la monarchie pourraient être interdites par une ordonnance du tribunal. Après 1963, la pré-censure était soumise au nouveau ministère de l'information (lequel fut dirigé plus tard par Hassan Pakravan, ancien directeur de la SAVAK qui tenta d'abolir la censure).

#### Presse et littérature
Les journaux n'étaient pas autorisés à commenter les événements ni à imprimer simplement des sondages non officiels. Les violations de ces règles étaient parfois punissables de torture pour les responsables. Les écrivains qui présentaient des travaux politiquement critiques firent également face à des interdictions. En 1970, la presse iranienne ne comptait que 60 journaux différents, la SAVAK en ayant plus tard interdit 37 autres au motif que leurs ventes étaient insuffisantes. L'industrie de l'édition recevait un traitement similaire. Sur 4 000 nouveaux livres en 1970, le nombre de nouvelles publications diminua pour atteindre 1000 nouveaux ouvrages en 1975. La SAVAK faisait censurer des livres après leur édition ; d'abord un livre sortait, et il était envoyé dans les bureaux des services secrets. Si le livre leur déplaisait, il était tout de suite interdit, même si de nombreux tirages avaient été prévus par l'éditeur, qui devait donc régler l'impression sans profit potentiel, vu que le livre était interdit. De cette façon, le marché de l'édition se réduisit vite en Iran.

#### Cinéma et théâtre
La censure exercée par la SAVAK concernait aussi les arts du spectacle : un employé de la SAVAK fit interdire les représentations des pièces de William Shakespeare évoquant le régicide. L'interdiction fut cependant vite abrogée.

### Torture
Il était de notoriété publique que la SAVAK soumettait régulièrement ses détenus récalcitrants à la torture physique. Ryszard Kapuscinsky, auteur d'une biographie du shah, écrivit que la torture était un phénomène récurrent en Perse/Iran, qui n'avait pas évolué depuis 600 ans et l'époque de Tamerlan. Kapuscinsky ne tenait cependant pas ces informations d'anciens prisonniers torturés eux-mêmes, mais d'anciens prisonniers qui « en avaient entendu parler ». Simone de Beauvoir dans son article "Les voix des femmes iraniennes" mentionne également "les arrestations arbitraires, les tortures, les assassinats dont se rendaient coupables les bourreaux de la Savak". La SAVAK avait la réputation d'avoir comme méthodes de torture particulièrement cruelles l'administration de chocs électriques, l'introduction de verre pilé ou d'eau bouillante dans le rectum, l'attachement de poids aux testicules et l'arrachage des dents et des ongles. Le Daily Mirror rapporta en janvier 1979 : « Les témoignages de victimes prouvent le viol d'enfants en présence de leurs parents, le grillage des victimes sur des lits en fer chauffés électriquement, des lavements d'eau bouillante dans l'anus, l'arrachage d'ongles et de dents. Le poète iranien, Reza Baraheni, rapporte dans un livre ses souvenirs des prisons du shah, évoquant même des actes de cannibalisme ».
Parviz Sabeti nia ces allégations lors d'une entrevue avec le Washington Post et affirma que le Shah avait interdit toute torture, sous peine de six ans d'emprisonnement. Sabeti déclara en outre que personne n'avait été emprisonné pour des motifs politiques avant 1970. Cela n'avait changé qu'en 1971, lorsque des terroristes armés en Iran devinrent actifs, après l'incident de Siahkal et le début des mouvements de guérilla. Le journaliste britannique Martin Woollacott du Guardian enquêta sur des groupes d'opposition, recueillant des accusations de torture et d'attaques brutales de la SAVAK, mais ne put pas les confirmer.

### Ambiance
Des agents de la SAVAK menaient aussi des opérations les uns contre les autres[réf. souhaitée]. Teymour Bakhtiar fut assassiné par des agents de la SAVAK en 1970[réf. souhaitée], et Mansour Rafizadeh, directeur d'opérations de la SAVAK aux États-Unis, rapporta[réf. souhaitée] que le téléphone du Général Nassiri était sous écoute. Hussein Fardust, un ancien camarade de classe du Chah, a été directeur délégué de la SAVAK jusqu'à ce qu'il soit nommé chef de l'Inspection Impériale, aussi connue sous le nom de Bureau Spécial du renseignement, qui s'occupait de surveiller les officiels de haut niveau, dont les directeurs de la SAVAK.

## Prisonniers célèbres

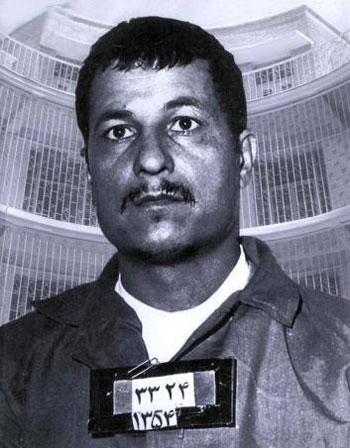
Hachemi Rafsandjani, emprisonné dans les années 1970 à la prison d'Evin.

- Mohammad Beheshti, devenu président du Conseil révolutionnaire iranien et juge suprême de l'Iran après la révolution islamique[29].
- Rouhollah Khomeini, après son arrestation et sa condamnation dans le cadre de son rôle lors des violentes manifestations de juin 1963. Il sortit de prison et fut exilé en Turquie et plus tard en Irak. Lors de sa détention, Khomeini aurait promis au chef des services secrets, Hassan Pakravan, de rester à l'écart de la politique à l'avenir[30]. Khomeini devint après la révolution islamique le Guide suprême du nouveau régime.
- Homa Darabi, membre du parti pan-iraniste en 1958.
- Ashraf Dehghani, détenue jusqu'en 1979, membre de l'Organisation des guérilleros fedayin du peuple iranien (OGFPI), membre fondateur de la guérilla fedayin du peuple iranien (IPFG) qui fut arrêtée par le nouveau régime et, après deux ans de détention, réussit à fuir en exil. En 1983, elle publia son livre Torture and Resistance in Iran.
- Khosrow Golsorkhi, écrivain, membre des moudjahidin du peuple. Il fut accusé d'être impliqué dans la planification de l'enlèvement de la famille royale, avec Keramat Daneshian. Le procès de Golsorkhi fut diffusé à la télévision. Golsorkhi fut condamné à mort et exécuté en même temps que Daneshian le 18 février[31].
- Alī Akbar Hāchemī Rafsandjānī, un étudiant de Ruhollah Khomeini, emprisonné à plusieurs reprises, notamment à cause de l'assassinat du Premier ministre Hassan Ali Mansour le 22 janvier 1965[32], devenu président de la République islamique et président du Conseil des gardiens après la révolution islamique.
- L'ayatollah Saidi, directeur du séminaire à Qom, décédé en avril 1970 des suites de la torture[33].

## Organisation

### Bureaux
La SAVAK était composé de neuf bureaux principaux :
- Bureau principal I : Membres, formations des agents, cérémonies, correspondance et secrétariat
- Bureau principal II : Relations étrangères avec les pays communistes, l'Afghanistan, l'Irak et le Yémen
- Bureau principal III : Reconnaissance et surveillance interne, lutte contre le parti Tudeh, le Front national, les activités subversives des étudiants à l'étranger (voir Parviz Sabeti)
- Bureau principal IV : Dépenses et achats
- Bureau principal V : Département d'ingénierie
- Bureau principal VI : Administration
- Bureau principal VII : Politique et échanges, alliances avec d'autres services de renseignement. On y trouvait des officiers de liaison des pays suivants : République fédérale d'Allemagne, France, Royaume-Uni, Israël, Italie, Jordanie, Pakistan, Arabie Saoudite, Turquie et États-Unis. Ils stationnaient de façon permanente à Téhéran.
- Bureau principal VIII : Contre-espionnage
- Bureau principal IX : Archives, service des passeports

### Ressources financières
Pour l'année (persane) 1972/73, le budget de la SAVAK a été estimé à 255 millions de dollars, et pour l'année suivante, à 310 millions de dollars.

### Employés
Dans une interview réalisée le 4 février 1974, le Shah déclara qu'il ne connaissait pas le nombre d'employés de SAVAK, mais qu'il estimait qu'il y avait moins de 2 000 agents. Lorsqu'on lui a demandé s'il savait qu'il y avait ou s'il laissait faire de la torture dans son pays, il répondit : « Non ». Il dénonça les rapports d'organisations et de journaux sur la torture en Iran comme des mensonges. Selon Newsweek du 14 octobre 1974, Entre 30 000 et 60 000 personnes travaillent constamment pour le SAVAK, mais elles ne forment que l'échafaudage pour un appareil beaucoup plus vaste. Au moins trois millions d'Iraniens sont des informateurs occasionnels de la SAVAK, opérant dans les hôtels, les taxis, les écoles, les ambassades, les entreprises et les bureaux, les médecins, même dans les dortoirs et cachés dans les distributeurs automatiques, où vivent et mangent des étudiants iraniens.
Dans une interview menée par David Frost au Panama en 1980, le Shah annonça que le nombre d'employés permanents en 1978 était de 4 000. Après la révolution, des documents - parfois à l'origine douteuse - circulèrent, avançant que la SAVAK employait 15 000 officiels et de nombreux employés non officiels. Selon Andrew S. Cooper, la SAVAK avait un maximum de 5 000 employés. La technologie existante à l'époque ne permettait pas d'enregistrer plus de 50 appels en même temps.

## Post-révolution
Lors de la révolution iranienne en 1978-1979, la SAVAK tenta de lutter contre les révolutionnaires ; pourtant, malgré sa supposée redoutable efficacité, elle ne réussit pas à empêcher les organisations cléricales et révolutionnaires à s'organiser. Elle fut également accusée de nombreuses forfaitures, massacre de la place Jaleh ou sans y avoir eu quelque chose à voir, l'incendie du cinéma Rex .
Après le départ en exil du Chah en janvier 1979, les 15 000 supposés agents de la SAVAK furent la cible de représailles aveugles et déchaînées. La plupart de ses dirigeants furent assassinés, un bon nombre de ses employés furent exécutés arbitrairement [réf. souhaitée] sur l'ordre de Rouhollah Khomeini dès sa prise du pouvoir en février de la même année. Khomeini avait annoncé que les gens de l'ancien régime devraient se présenter pour bénéficier de "la justice islamique" et "être libérés" si innocents. Sur cette affirmation, un grand nombre des savaki [réf. souhaitée] se sont rendus et ont été exécutés. On estime que 80 % des morts lors des deux premiers mois d'épuration décrétée par le nouveau pouvoir appartenaient soit à l'armée, soit à la SAVAK. L'un des anciens directeurs de la SAVAK qui avait conseillé d'exiler Khomeini plutôt que de le condamner à mort, Pakravan, s'est rendu en Iran et a été fusillé. Selon Alexandre de Marenches, Khomeini ne voulait pas qu'on puisse dire qu'il lui devait la vie. L'ancien directeur honnis Nassiri, de même que le directeur actuel, Moghaddam, furent tous deux arrêtés et très rapidement exécutés après des parodie de procès.
La SAVAK fut dissoute et a été remplacée par la SAVAMA, Sāzmān-e Ettelā'āt va Amniat-e Melli-e Irān (« Organisation du renseignement et de la sécurité de la nation iranienne »). La SAVAMA sera par la suite renommée VEVAK, Vezārat-e Ettelā'āt va Amniat-e Keshvar (« Ministère des renseignements et de la sécurité nationale »). L'un des hauts gradés de la nouvelle agence était l'ancien directeur du Bureau Spécial, et ami d'enfance du shah, Hossein Fardoust, recruté par le Conseil révolutionnaire. Il resta en poste jusqu'en 1985, puis mourut peu après la parution de ses mémoires en 1987. Certaines sources avancent cependant qu'il fut exécuté par le république islamique pour diverses raisons, où qu'il s’enfuit en URSS, où il était réputé avoir des relations.
Le traitement des prisonniers s'est considérablement détérioré après la révolution islamique. Ervand Abrahamian a écrit que quatre mois de captivité sous Khomeini étaient comparables à quatre ans sous le Shah. Un autre prisonnier a déclaré qu'un jour de prison dans la république islamique correspondait à 10 ans d'emprisonnement sous le Shah. Dans les rapports des prisonniers sous le Shah, on a parlé de « l'ennui » et de la « monotonie ». Après la révolution, les prisonniers parlaient de « peur », de « mort », de « terreur », d'« horreur » et de « cauchemar ».

## Le nombre de victimes
Le nombre de prisonniers et de victimes de la SAVAK lors de ses vingt-deux ans d'existence varie considérablement en fonction de la source. Oltmanns rapporte que l'organisation détenait 100 000 prisonniers dans les années 1970 et procéda à 300 exécutions pour l'année 1972. Le nombre de 100 000 prisonniers provenant d'un rapport d'Amnesty International est souvent avancé, mais sur la base de données statistiques provenant de groupes d'opposition et de rapports de presse basés sur des informations d'Abolhassan Bani Sadr et d'autres propagandistes anti-Shah notoires. Une enquête sur la situation des prisonniers fut réalisée en 1977 par le Comité international de la Croix-Rouge à l'invitation de Shah Mohammad Reza Pahlavi - face aux accusations envers ses services secrets. Dans son rapport d'enquête publié en juin 1977, le nombre de prisonniers politiques est dénombré à 3087, 700 de moins qu'en 1975. Les informations fournies par la Croix-Rouge furent confirmées dans un rapport de la CIA sur la situation des droits de l'homme en Iran: « La situation des droits de l'homme en Iran s'est améliorée. Les opposants politiques ne sont arrêtés que lorsqu'ils appellent au renversement violent du régime ou participent à des activités terroristes… »
Khomeini évoqua à plusieurs reprises lors de la révolution 60 000 martyrs victimes du régime du Shah. Mostafa Fateh, membre du parti Tudeh, parla de 18 000 morts. Les recherches d'Abrahamian chiffrent à 7 500 les prisonniers politiques détenus dans les geôles de la SAVAK dans les années 1970. À la fin des années 1990, Emad al-Din Baghi, membre de la "Fondation des martyrs" iranienne (Bonyad Shahid va Omur-e Janbazan) et chargé par le nouveau régime de chiffrer le nombre réel de victimes du régime impérial sur la base des données recueillies par la Fondation après la révolution islamique. Il a conclu que, entre 1963 (début de la révolution islamique pour Khomeini et ses partisans avec les émeutes de 1963) et 1979, un total de 3 164 Iraniens avaient été tués dans la lutte contre le régime, dont 2 781 (compte tenu des insurrections armées des révolutionnaires aidés de groupes armés palestiniens) lors des troubles révolutionnaires en 1977/78. Chiffrant également le nombre de victimes membres des différents groupes marxistes - à partir de 1971 -, il en compta 341, dont 171 ont été tués dans la lutte contre les forces de sécurité, 91 avaient été exécutés, 15 avaient disparu et 42 étaient morts en prison, probablement des suites de torture. Le chiffre de 341 correspond au nombre réel prouvé à ce jour de morts (dont 91 exécutions, 42 morts en prison) imputable d’une manière ou d’une autre a la répression du régime impérial en Iran avant les troubles révolutionnaires de 1978.  